# Cantador-estriado
Formigueiro-cantor-de-spix ou cantador-estriado (Hypocnemis striata) é uma espécie de ave da família Thamnophilidae. É endêmica do Brasil (mais precisamente no sudeste da Amazônia). Seu habitat natural é de florestas subtropicais ou tropicais húmidas de baixa altitude. Até recentemente, era considerada uma subespécie do Papa-formiga-cantador, mas com base nas diferenças vocais e em menor grau nas plumagens, tem sido recomendado tratá-las como espécies separadas.
O Cantador-estriado foi descrito pela primeira vez em 1825 pelo zoólogo Johann Baptist von Spix.

## Estado de conservação
Esta espécie tem um alcance muito grande e, portanto, não se aproxima dos limites para ser considerada Vulnerável sob o critério de tamanho de alcance (sua extensão de ocorrência é de cerca de 1.410.000 km2). A tendência da população parece estar aumentando e, portanto, a espécie não se aproxima dos limiares para Vulnerável sob o critério de tendência da população. O tamanho da população não foi quantificado, mas não se acredita que se aproxime dos limiares para Vulnerável sob o critério de tamanho da população. Por estas razões, a espécie é avaliada como Pouco preocupante.

## População
O tamanho da população global da espécie não foi quantificado, mas a espécie é descrita como cada vez mais comum. Acredita-se que esta população esteja aumentando por causa da ausência de evidência de qualquer declínio ou ameaça substancial.

## Subespécies
Há três subespécies:
- Hypocnemis striata striata - descoberta por von Spix, em 1825 - centro da Amazônia.
- Hypocnemis striata implicata - descoberta por Zimmer, JT, em 1932 - centro-oeste da Amazônia.
- Hypocnemis striata. affinis - descoberta por Zimmer, JT, em 1932 - centro leste da Amazônia.